# 西蒙玻利瓦爾區 (秘魯)
西蒙玻利瓦爾區（西班牙語：Distrito de Simón Bolívar），是秘魯的一個區，位於該國中部帕斯科大區的帕斯科省，始建於1955年4月15日，面積697.15平方公里，海拔高度4,200米，2005年人口14,005，人口密度每平方公里20人。